# Suinzona mikhailovi
Suinzona mikhailovi – gatunek chrząszcza z rodziny stonkowatych i podrodziny Chrysomelinae.
Gatunek ten opisany został w 2011 roku przez Ge Siqina i Mauro Daccordiego. Epitet gatunkowy nadano na cześć Juriego Michajłowa.
Chrząszcz o ciele długości od 5,4 do 6,8 mm i szerokości od 3,2 do 3,7 mm. Ubarwiony mahoniowoczerwono z czarnymi oczami i pomarańczoworudymi: czułkami, odnóżami, aparatem gębowym i spodem ciała. Głowa o ciemieniu i czole prawie niepunktowanych. Punktowanie przedplecza dwojakie: grube i rzadko rozlokowane punkty, a między nimi jeszcze delikatne punkciki. W tylnych kątach przedplecza brak trichobotriów, a jego boczne krawędzie są proste. Rzędy na matowych pokrywach złożone z punktów silniejszych niż na przedpleczu; przy szwie i po bokach regularne, a pośrodku nieregularne. Wyrostek przedpiersia połyskujący. Zapiersie wąskie, z przodu obrzeżone. Dość regularnie zakrzywiony edeagus ma szeroki, nabrzmiały wierzchołek. Wierzchołek kolumienkowatego Flagellum ma postać dyskowatej struktury z koncentrycznymi okręgami.
Owad znany tylko ze środkowego i zachodniego Syczuanu w Chinach.